# Skrzydlate ręce
Skrzydlate ręce – pierwszy singel promujący album „Folkhorod” zespołu ENEJ. Do utworu nakręcony został również teledysk, który emitowany jest m.in. na kanale VIVA Polska. Muzykę i tekst utworu napisał basista zespołu – Mirosław Ortyński.

## Notowania
| Lista                         | Pozycja |       |
| ----------------------------- | ------- | ----- |
| RMF FM – POPLista             | 1       | [ 1 ] |
| Polish Airplay Chart          | 1       | [ 2 ] |
| Lista Przebojów Radia ZET     | 1       | [ 3 ] |
| Wietrzne Radio – Top 15       | 1       | [ 4 ] |
| RMF Maxxx – Hop Bęc           | 1       | [ 5 ] |
| Lista przebojów Radia Olsztyn | 1       | [ 6 ] |
| Eska – Gorąca 20              | 1       | [ 7 ] |

## Nagrody i nominacje singla
| Rok  | Nagroda                | Kategoria                            | Rezultat  |
| ---- | ---------------------- | ------------------------------------ | --------- |
| 2012 | TOPtrendy 2012         | Przebój wiosny 2012 POPListy RMF FM  | Wygrana   |
| 2012 | Superjedynki           | SuperPremiery – Nagroda internautów  | Wygrana   |
| 2012 | Superjedynki           | SuperPremiery – Nagroda publiczności | Wygrana   |
| 2012 | Eska Music Awards      | Piosenka roku                        | Wygrana   |
| 2012 | Plebiscyt RMF FM       | Przebój Lata 2012                    | Wygrana   |
| 2012 | Plebiscyt RMF FM       | Przebój Roku 2012                    | 2 miejsce |
| 2012 | Plebiscyt Radia ZET    | Przebój Roku 2012                    | Wygrana   |
| 2013 | Superjedynki           | SuperPrzebój                         | Wygrana   |
| 2013 | Lato ZET i Dwójki 2013 | Najlepszy występ                     | Wygrana   |